# (214772) UNICEF
(214772) UNICEF est un astéroïde de la ceinture principale.

## Description
(214772) UNICEF est un astéroïde de la ceinture principale. Il fut découvert le 23 octobre 2006 à Vallemare Borbona par Vincenzo Silvano Casulli. Il présente une orbite caractérisée par un demi-grand axe de 3,12 UA, une excentricité de 0,06 et une inclinaison de 7,6° par rapport à l'écliptique.